# Karate-Europameisterschaften 1996
Die 31. Karate-Europameisterschaften der European Karate Federation wurden vom 3. bis 5. Mai 1996  in Paris, Frankreich ausgetragen.

## Medaillen Herren

### Einzel
| Kategorie     | Gold               | Silber              | Bronze                                   |
| ------------- | ------------------ | ------------------- | ---------------------------------------- |
| Kata          | Michaël Milon      | Lucio Maurino       | Luis-María Sanz                          |
| Kumite –60 kg | Damien Dovy        | Veysel Bugur        | Joel Barst Tommy Busk                    |
| Kumite –65 kg | Alexandre Biamonti | Bahattin Kandaz     | Steve Cunningham Vincent Longagna        |
| Kumite –70 kg | Anthony Boelbaai   | Claudio della Rocca | Haldun Alagas Oscar Vázquez Martins      |
| Kumite –75 kg | Wayne Otto         | Gennaro Talarico    | Kosta Sariyannis William Thomas          |
| Kumite –80 kg | Gilles Cherdieu    | Davide Benetello    | Tomas Herrero Barcelo Predrag Stojadinov |
| Kumite +80 kg | Jarle Sorken       | Hans Roovers        | Reto Kern Serge Tomao                    |
| Kumite Open   | Christophe Pinna   | Sandro Petrillo     | Levent Aydemir Terry Daly                |

### Mannschaft
| Kategorie | Gold       | Silber  | Bronze                  |
| --------- | ---------- | ------- | ----------------------- |
| Kata      | Frankreich | Italien | Spanien                 |
| Kumite    | Frankreich | England | Deutschland Niederlande |

## Medaillen Damen

### Einzel
| Kategorie     | Gold              | Silber          | Bronze                          |
| ------------- | ----------------- | --------------- | ------------------------------- |
| Kata          | Marcela Remiášová | Gema Mendez     | Cathérine Bernard               |
| Kumite –53 kg | Sari Laine        | Roberta Sodero  | Maria Dolores Hoz Nadia Mecheri |
| Kumite –60 kg | Monique Amghar    | Sonia Gomez     | Carmen García Julliet Toney     |
| Kumite +60 kg | Janice Francis    | Annette Christl | Nurhan Firat Roberta Minet      |
| Kumite Open   | Carmen Garcia     | Sari Laine      | Yildiz Aras Roberta Minet       |

### Mannschaft
| Kategorie | Gold       | Silber  | Bronze                 |
| --------- | ---------- | ------- | ---------------------- |
| Kata      | Frankreich | Italien | Deutschland            |
| Kumite    | Italien    | Spanien | Frankreich Niederlande |

## Medaillenspiegel
| Platz | Land        | Gold | Silber | Bronze | Gesamt |
| ----- | ----------- | ---- | ------ | ------ | ------ |
| 1     | Frankreich  | 9    | 0      | 6      | 15     |
| 2     | Italien     | 2    | 1      | 3      | 6      |
| 3     | Italien     | 1    | 7      | 2      | 10     |
| 4     | Spanien     | 1    | 3      | 5      | 9      |
| 5     | Finnland    | 1    | 1      | 0      | 2      |
| 6     | Niederlande | 1    | 0      | 2      | 3      |
| 7     | Norwegen    | 1    | 0      | 0      | 1      |
|       | Slowakei    | 1    | 0      | 0      | 1      |
| 9     | Deutschland | 0    | 2      | 3      | 5      |
| 10    | Türkei      | 0    | 1      | 4      | 5      |
| 11    | Schweiz     | 0    | 1      | 2      | 3      |
| 12    | Belgien     | 0    | 1      | 0      | 1      |
| 13    | Dänemark    | 0    | 0      | 1      | 1      |
|       | Schottland  | 0    | 0      | 1      | 1      |
|       | Jugoslawien | 0    | 0      | 1      | 1      |
| Total | Total       | 17   | 17     | 30     | 64     |